# Réunions de Grendelbruch (1944)
Les deux réunions de Grendelbruch, pendant la Seconde Guerre mondiale, sont des rencontres des responsables de la Résistance alsacienne pour préparer la libération de l'Alsace. Elles ont lieu du 17 au 22 juin 1944 et du 27 au 31 juillet 1944 en Alsace annexée au chalet de la famille Grosskost à Grendelbruch.

## Histoire
En 1944, a lieu à Paris une réunion avec Gilbert Hirsch-Ollendorf, alias « Grandval et Planète » commandant la région Est (Région C) des Forces Françaises de l'intérieur (FFI), Marcel Kibler, alias « Marceau » responsable de la Septième colonne d'Alsace (Réseau Martial), Jean Eschbach, alias « Rivière » son chef d'état-major et Guy d'Ornant (ORA). Il y est question de la libération du camp de concentration de Natzweiler-Struthof et du camp de sureté de Vorbruck-Schirmeck. Paul Freiss, alias « capitaine Jean-Paul », propose aux participants de se rendre dans la vallée de la Bruche où se trouvent les deux camps pour évaluer le dispositif allemand. 
Le 15 mai 1944, Marcel Kibler et son chef d'état-major Jean Eschbach, installent leur poste de commandement dans la ferme Vuilmin au lieu-dit la Basse-Jolie à Neuveville-lès-Raon pour préparer l'intervention des Groupes mobiles d'Alsace (GMA) en cours de création. C'est là qu'est acceptée la proposition de Paul Freiss d'une réunion entre les responsables de la Résistance Alsacienne en France occupée et ceux habitant en Alsace-Moselle. Lors de cette réunion, il est prévu d'étudier la libération des camps de Natzweiler-Struthof et Vorbruck-Schirmeck, le largage de parachutistes canadiens sur le plateau surplombant Hersbach, entre Wische et Schirmeck et organiser le commandement des Forces françaises de l'intérieur d'Alsace-Moselle. 
Paul Freis est chargé d'organiser la rencontre. Il choisit le chalet de la famille Grosskost, entre Grendelbuch et Schartzbach, comme lieu de la réunion. Pour escorter et faire passer la frontière alsacienne à Marcel Kiebler et Jean Eschbach, il fait appel à l'équipe de René Stouvenel et  Michel Ferry qui dirigent une filière d'évasion par la vallée de la Bruche. Ils sont aidés des employés des Eaux et Forêts de Grandfontaine. 
Le 14 juin, à la tombée de la nuit, Marcel Kibler et Jean Eschbach sont pris en charge par un relais de bûcherons de l'équipe de René Stouvenel chez qui ils font étape. Le lendemain, ils atteignent le chalet sans encombre. Par dérision Jean Eschbach le surnomme « Berchtesgaden », car « comme Hitler de son nid d'aigle près de Berchtesgaden en Bavière, rêve de la conquête du monde, la Résistance d'Alsace va du haut de ce chalet, préparer la libération de son pays ».
Ils sont rejoints par les responsables de la Résistance en Alsace, soit une quinzaine de personnes.
Une deuxième réunion a lieu au même endroit au mois de juillet en suivant la même organisation. Elle confirme les nominations à la tête des FFIA. Mais cette fois, une heure après le départ des participants, les Allemands envahissent le chalet, sans résultat.
À l'issue de ces réunions, le projet de libérer les camps est abandonné. Des terrains de parachutage sont définis comme celui de Geispolsheim ou ceux du sud de l'Alsace en prévision de l'arrivée du GMA Suisse, le fonctionnement provisoire des services publics et le ravitaillement organisés. Mais surtout, les structures de commandement des Forces françaises de l'intérieur pour l'Alsace (FFIA) sont définies et confirmées par le général Pierre Koenig commandant des FFI.

## Organisation du commandement des FFI en Alsace-Moselle
À l'issue de la deuxième réunion, l'organisation des FFI d'Alsace-Moselle est confirmée avec, : 
- Colonel Gilbert Hirsch-Ollendorf,  alias « Grandval et Planète » commandant militaire de la région Est (Région C), Chef régional et délégué militaire régional[Note 2] ;
- Lieutenant-colonel d'Ornant alias « Marchal » commandant des FFI d'Alsace et de la Moselle.
- Commandant Marcel Kibler alias « Marceau » commandant des FFI d'Alsace.
- Commandant Alfred Krieger alias « Grégor » commandant des FFI de Moselle.
- Commandant Paul Winter alias « Daniel » commandant des FFI du Haut-Rhin.
- Commandant Georges Kiefer alias « François » commandant des FFI du Bas-Rhin.

## Participants aux réunions
- Commandant Marcel Kibler pour la Septième colonne d'Alsace (Réseau Martial) et les GMA.
- Commandant Paul Winter pour le Haut-Rhin.
- Commandant Georges Kiefer pour le Bas-Rhin.
- Commandant Krieger pour la Moselle.
- Capitaine Matter adjoint au commandant Kiefer.
- Capitaine Ehlinger chef du secteur de Thann.
- Capitaine Freiss officier de liaison inter départemental.
- Capitaine Foehr chef du secteur de Strasbourg Ouest.
- Capitaine Stouvenel  pour la Vallée de la Bruche.
- Capitaine Leibenguth chef du service de santé.
- Capitaine Dagorn pour le secteur d'Obernai.
- Lieutenant Ferry Michel pour la Haute Vallée de la Bruche.
- Lieutenant-colonel d'Ornant à la deuxième réunion seulement.

## L'escorte des participants
Pour chaque réunion, à l'aller comme au retour, Marcel Kibler, Jean Eschbach et le Lieutenant-colonel d'Orant sont guidés par les membres du réseau d'évasion de la Haute-Vallée de la Bruche dirigé par René Stouvenel. Par équipe de deux, depuis Raon-l'Étape jusqu'à Grendelbruch, ceux-ci se relaient pour accompagner et escorter les participants devant franchir clandestinement la frontière alsacienne. Ces résistants sont :
- Michel Ferry, né le 28 janvier 1904 au lieu dit La Claquette à la Broque, adjoint de René Stouvenel, réside à Rothau.
- Louis Simon, né le 15 juillet 191015 à La Broque, garde domanial pour l'administration des Eaux et Forêts, membre du réseau Ajax, réside à la Maison forestière de Windeck à Grandfontaine.
- Marcel Petitjean, né le 29 décembre 1910 à Grandfontaine, bûcheron au sein de l'administration des Eaux et Forêts, membre de la Septième colonne d'Alsace (réseau Martial), habite Grandfontaine.
- Louis Boulas,  né le 11 septembre 1909 à Grandfontaine, bûcheron employé au sein de l'administration forestière d'Alsace-Lorraine, membre de la Septième colonne d'Alsace (réseau Martial), habite Grandfontaine.
- André Vincent, né le 24 novembre 1907 à Grandfontaine, bûcheron dans l'administration des Eaux et Forêts, membre de la Septième colonne d'Alsace (réseau Martial), habite Grandfontaine. Après les FFI,  il s'engage au 1er bataillon de volontaires du Rhin du 19 février 1945  au 20 avril 1945[Note 3].
- Alphonse Barret, né le 6 juillet 1906 à Grandfontaine et décédé le 10 juillet 1983 (à 77 ans) à Schirmeck, artisan charpentier, membre de la Septième colonne d'Alsace (réseau Martial) est caporal des FFI.
- Auguste Herdung de Grandfontaine.
- Emile Receveur de Russ.